# Fabio Fognini
Fabio Fognini (født 24. maj 1987 i Sanremo, Italien) er en professionel italiensk tennisspiller. Han har deltaget i alle de fire Grand Slam-turneringene, både som single- og double-spiller.

## Grand Slam-titler
- Australian Open
  - Double herrer – 2015 (sammen med Simone Bolelli)